# Прокляті (роман)
«Прокляті» (англ. Damned) — роман Чака Паланіка, опублікований у 2011 році. Продовження роману, «Приречені», було опубліковано у 2013 році.

## Сюжет
Головна героїня роману — 13-річна Медісон «Медді» Спенсер. Вона прокидається в пеклі і не розуміє, за яких обставин вона померла. Медді допускає, що це сталося через передозування марихуаною, яку їй дали її батьки. Медді швидко знайомиться зі своїми сусідами, вони проводять дівчині екскурсію по пеклу. Новостворена група дуже нагадує героїв фільму «Клуб „Сніданок“».
У пеклі, Медісон працює телемаркетологом, телефонує живим під час обідньої перерви та ставить безглузді запитання. Здебільшого, лише невиліковно хворі та літні люди відповідають на запитання, вони просто зачаровані нею. Наскільки, що вона вмовляє їх робити такі речі, через які вони потраплять до пекла і зможуть провести вічність з нею. Медісон дуже швидко стає найпопулярнішим рекрутером душ і починає збирати армію шанувальників і друзів. З їх допомогою вона підкоряє всіх «поганців» в пеклі: Адольфа Гітлера, Влада Цепеша, Етельреда Безрадного та Катерину Медічі. Медісон використовує свою армію, щоб дещо прикрасити пекло. Влада Медісон настільки поширюється, що в кінцевому підсумку Сатана намагається переконати її, що вона одна з його власних творінь, які були спеціально створені для того, щоб заманювати душі в пекло.
Протягом всього роману Медісон взаємодіє з живими та мертвими, вона намагається відновити загадкові обставини, за яких вона померла. Зрештою, вона дізнається, що її випадково задушив названий брат Горан під час еротичної гри з асфіксією, якої її навчили в школі-інтернаті.
Медісон дізнається, що вона була помилково відправлена в пекло і може вирушати до Раю, якщо захоче. Замість цього вона вирішує залишитися в пеклі. Роман закінчується неймовірною сценою, коли Медісон збирається протистояти Сатані, припускаючи, що її пригоди продовжаться у сиквелі.

## Про роман
Роман має за основу структуру творів Джуді Блум, зокрема, «Ти тут, Бог? Це я, Маргарет».
Написання роману стало для Палагнюка одним із засобів боротьби з трагічною подією — його мати померла в 2009 році від раку легені.
Особисто Паланік описує роман наступним чином «Якби „Втеча з Шоушенка“ та „Милі кістки“ мали б дитину, а виховала її Джуді Блум», а також «Це начебто «Клуб „Сніданок“» в пеклі.»